# فرانسیسکو خینلا
فرانسیسکو خینلا (اسپانیایی: Francisco Ginella‎؛ زادهٔ ۲۱ ژانویهٔ ۱۹۹۹) بازیکن فوتبال اهل اروگوئه است.
از باشگاه‌هایی که در آن بازی کرده است می‌توان به باشگاه فوتبال لس آنجلس و باشگاه فوتبال مونته‌ویدئو واندررز اشاره کرد.
وی همچنین در تیم‌های ملی فوتبال زیر ۲۰ سال اروگوئه و زیر ۲۳ سال اروگوئه بازی کرده است.